# ای. وی. برامبل
ای. وی. برامبل (انگلیسی: A. V. Bramble؛ ۱۸۸۴ – ۱۷ مه ۱۹۶۳) یک کارگردان و هنرپیشه اهل انگلستان بود.
وی کارگردان فیلم‌هایی همچون بلندی‌های بادگیر و آدم‌های مزخرف بوده است.